# أنتوني أكينو
أنتوني أكينو هو لاعب هوكي الجليد كندي، ولد في 1 أغسطس 1982 في ميسيساغا في كندا.

## وصلات خارجية
- أنتوني أكينو على موقع دوري الهوكي الوطني (الإنجليزية)
- أنتوني أكينو على موقع EliteProspects.com (الإنجليزية)
- أنتوني أكينو على موقع Eurohockey.com (الإنجليزية)
- أنتوني أكينو على موقع HockeyDB.com (الإنجليزية)